# ロバート・フェローズ (映画プロデューサー)
ロバート・フェローズ（Robert Fellows、1903年8月23日 - 1969年5月11日）は、アメリカ合衆国の映画プロデューサー。

## 作品
- 中共脱出
- 血ぬられし爪あと／影なき殺人ピューマ
- 恐怖のサーカス
- 紅の翼
- ホンドー
- ハワイの陰謀
- レッツ・ダンス
- 恐喝の街
- テキサス決死隊
- 夢の宮廷
- 栄光は消えず
- 生きていた良人
- ハネムーン騒動
- 海賊バラクーダ
- バターンを奪回せよ
- 恐ろしき結婚
- 芸人ホテル
- 栄光のタッチダウン／フランク・カヴァーノ物語
- ボンバー・ライダー／世紀のトップ・ガン
- 黒い足音
- カンサス騎兵隊